# Napoli primo, secondo e terzo estratto
Napoli primo, secondo e terzo estratto, pubblicato nel 2003, è una tripla raccolta della cantante italiana Mina.

## Descrizione
Un box di 3 cd che contiene gli album Napoli del 1996, Napoli secondo estratto (pubblicato pochi mesi prima di questa raccolta) ed il singolo Napoli terzo estratto contenente Reginella e Malatia, disponibile solamente in questa edizione.

## Tracce
CD Singolo - Napoli terzo estratto
1. Reginella - 4:28 - (Libero Bovio-Gaetano Lama)
2. Malatia - 3:13 - (Armando Romeo) - Nuova versione

CD 1 - vedi: Napoli (1996)
1. Aggio perduto o suonno - 5:27
2. Amaro è 'o bene - 3:12
3. Quanno chiove - 3:33
4. Passione - 3:28
5. Je sto vicino a te - 5:58
6. Nun è peccato - 4:55
7. Voce 'e notte - 6:17
8. Maruzzella - 3:29
9. Core 'ngrato - 2:17
10. Indifferentemente - 4:38

CD 2 - vedi: Napoli secondo estratto (2003)
1. Tu ca nun chiagne! - 3:34
2. 'O cielo ce manna sti 'ccose - 5:42
3. Te voglio bene assaje - 4:16
4. Carmela - 2:12
5. Napule è' - 5:09
6. Maria mari'! - 3:08
7. 'O sole mio - 3:12
8. Canzona appassiunata - 3:34
9. Era de maggio - 5:21
10. Guapparia - 3:09
11. I' te vurria vasa'! - 5:51
12. Cu 'e mmane - 4:13
13. 'O cuntrario 'e l'ammore - 3:44

## Versioni Tracce
- Malatia:

versione del '58, vedi Mina canta Napoli
versione in francese '58 Toi tu sais que je t'aime, vedi Notre étoile